# 금구향교 대성전
금구향교 대성전(金溝鄕校 大成殿)은 대한민국 전북특별자치도 김제시 금구향교에 있는 건축물이다. 1984년 4월 1일 전라북도의 문화재자료 제113호로 지정되었다.

## 개요
향교는 공자와 여러 성현께 제사를 지내고 지방민의 교육과 교화를 위해 나라에서 세운 교육기관이다.
금구향교는 고려 공양왕 2년(1390)에 처음 지었는데, 당시의 위치는 금구동헌으로부터 동쪽으로 약 2km 떨어진 곳이었다고 한다. 그 뒤 조선 숙종 원년(1675)에 지금 있는 자리로 옮겨 오늘에 이르고 있다.
대성전은 앞면 3칸·옆면 2칸의 규모이며, 지붕은 옆면에서 볼 때 사람 인(人)자 모양인 맞배지붕이다. 안쪽에는 공자를 비롯하여 중국과 한국 성현의 위패를 모시고 있다.
조선시대에는 나라에서 토지와 노비·책 등을 지원받아 학생을 가르쳤으나, 지금은 교육 기능은 없어지고 제사 기능만 남아 있다.

## 참고 자료
- 금구향교대성전 - 국가유산청 국가유산포털